# Flygolyckan på Hävlingen 1997
Flygolyckan på Hävlingen 1997 var en olycka, där ett plan som flögs av XYZ Flygtjänst HB, den 9 augusti 1997, misslyckades med starten från sjön Hävlingen och kolliderade med en ås vid sjöns södra strand. Tre av de fyra ombord omkom.

## Olyckan
Flygplanet, en Cessna A 185F, skulle på morgonen den 9 augusti 1997 lyfta från sjön Hävlingen i Dalarna. Planet lyckades dock inte stiga tillräckligt snabbt från sjön, utan kolliderade med en ås vid sjöns södra sida.
Ombord på taxi-planet fanns piloten samt tre passagerare i ett fiskesällskap som skulle flygas till Grövelsjön. När planet kolliderade med åsen, tog planet eld, och piloten avled omedelbart i olyckan, medan en passagerare avled av sina brännskador dagen efter, och en annan som följd av sina skador två år senare, medan den sista passageraren ådrog sig bestående invaliditetsskador.[källa behövs] I samband med olyckan fanns en FBU-grupp i närheten som snabbt kunde påbörja räddningsarbetet.

## Utredning
Olyckan berodde på pilotfel, då denne hade haft 1,1 promille alkohol i blodet vid olyckstillfället, och att hans sömn natten innan hade varit för kort. Planet var till detta överlastat, och besvärligare vindförhållanden rådde även på sjön, vilket försvårade starten. Utredningen hittade inga tekniska fel på planet, utan kom fram till att piloten var obehörig att flyga planet vid den aktuella tidpunkten och att starten skulle ha avbrutits, då planet inte lyfte tillräckligt snabbt.